# Hymenoptychis
Hymenoptychis is een geslacht van vlinders uit de familie van de grasmotten (Crambidae), uit de onderfamilie van de Spilomelinae. De wetenschappelijke naam van dit geslacht is voor het eerst voorgesteld door Philipp Christoph Zeller in een publicatie uit 1852.

## Soorten
- H. dentilinealis Snellen, 1880
- H. phryganidalis Pagenstecher, 1886
- H. scalpellalis Pagenstecher, 1886
- H. sordida Zeller, 1852